# AV OPEN〜あなたが決める!セルアダルトビデオ日本一決定戦〜
AV OPEN〜あなたが決める!セルアダルトビデオ日本一決定戦〜（エーブイオープン・あなたがきめるセルアダルトビデオにほんいちけっていせん）は、アダルトビデオに関するコンテスト。2006年創設。現在の正式タイトルは、AV OPEN あなたが決める、アダルトビデオ日本一決定戦。公式略称はAVOP。

## 概要と変遷
アダルトビデオ日本一決定戦を銘打ち、基本的にはアダルトビデオの「作品」を表彰するイベントである。他のコンテストでは女優が表立つことが多いが当イベントでは監督などスタッフが表彰式に立つことも多い。2018年からは販売店舗も優秀ディスプレイ賞として表彰される（記述は省略）。
2006年
主催は東京スポーツとソフト・オン・デマンド。
参加するアダルトビデオメーカーがそれぞれ1作品ずつ作品をエントリー。コンテスト協力店舗における開催期間中のビデオの実売本数をカウントし、最も売り上げ本数の多かった作品が優勝となる。優勝したメーカーには1000万円、2位500万円、3位300万円の賞金が与えられる。
またこれとは別に、若手のAV監督の育成を目的とした「チャレンジステージ」も開催している。こちらは監督ごとに一作品ずつをエントリーし（同一メーカーから複数の監督がエントリーしてもよい）、やはり協力店舗における実売本数により優勝を競う。こちらは優勝賞金は100万円、2位50万円、3位30万円。
AV OPEN・チャレンジステージともに、名誉総裁を務めるリリー・フランキーの審査により与えられる「リリー・フランキー名誉総裁賞」が用意されており、選ばれた作品にはそれぞれ賞金100万円（複数作品が選ばれた場合は賞金を等分）が与えられる。
開催期間は、5月1日から6月30日。
2007年
ルールは前年と同じ。第2回の特別審査員には、アダルトビデオファンとして有名な松井秀喜もリリー・フランキーと共に名前を連ねている。松井は第1回の時にも審査に参加することが東京スポーツ紙上でアナウンスされていたが、2006年5月に松井が試合中の怪我により左手首を骨折したため、結局松井は「（怪我により）試合に出られないのに審査はできない」として審査員を辞退していた。
開催期間は、AV OPENが5月3日から6月30日、チャレンジステージが6月1日から30日。
AV OPENでS1が連覇を達成した。
2014年
7年ぶりの開催、主催は知的財産振興協会（以後、IPPA）。メインサポーターにテリー伊藤、特別審査員にリリー・フランキー。制作費別に3クラス制（スーパーヘビー級・ヘビー級・ミドル級）で販売実数により順位を決めることなど大幅にシステムが変更される。
11月14日、ディファ有明で行われたJapan Adult Expoで結果発表が行われた。
開催期間は、5月30日から11月14日（販売期間は、スーパーヘビー級・ミドル級が7月1日から10月7日、ヘビー級が(8月1日から10月7日）。
2015年
メインサポーターにケンドーコバヤシを迎え、前年のクラス制ではなく、すべてのタイトルをWeb投票により順位付けする総合部門、7つのジャンルを部門として売り上げ金額により争う部門賞、DMMでの動画配信売り上げによる特別表彰部門、主催者であるIPPAが選出するIPPA部門の4つの部門で争う形式となった。
開催期間は、6月8日から11月17日（販売・投票期間は9月1日から30日）。
総合部門でMOODYZが連覇を達成した。
2016年
ジャンルは前年からバラエティー、ドラマ・ドキュメンタリーを追加、特別表彰としてセル売上、レンタル売上を新設。投票部門を新設し、ファンによる女優、男優、監督、業界関係者によるAVバロンドールが行われる。
開催期間は、6月1日から11月10日（販売・投票期間は9月1日から30日、レンタル期間は10月1日から31日）。
MOODYZが総合部門で3連覇、配信売上で連覇を達成した。また、人妻・熟女部門でMadonnaが、乙女部門でプレステージが連覇を達成した。
2017年
投票部門は期間を前後半に分け、前半にパッケージ部門を新設。スピンオフ企画として、VR-1グランプリ（配信限定）を開催。なお、当初予定されていた男優賞は中止となった。
開催期間は、6月2日から11月16日（VR-1グランプリは8月1日から9月30日、投票期間は前半8月1日から31日・後半9月1日から10月31日、販売期間は9月1日から30日、レンタル期間は10月2日から31日）。
総合部門3連覇中だったMOODYZは不参加だったが、人妻・熟女部門でMadonnaが3連覇を達成した。
2018年
Japan Adult Expo2018が開催中止となり初の単独・年跨ぎ開催となった。投票部門にVR-1グランプリ作品賞を追加。また、店舗経由での投票によるパートナーシップ店賞を新設。11月15日にYouTube Live・Periscopeで、開催記念配信が行われた。
開催期間は、2018年11月1日から2019年5月23日（投票期間はVR-1グランプリ作品賞が2018年12月20日から2019年1月31日、AV OPEN作品賞・女優賞が2019年2月1日から3月31日、VR配信期間は2018年12月20日から2019年2月28日、販売期間は2019年2月中、レンタル期間は2019年3月7日から31日）。
理由は不明だが、2019年以降の分は開催されていない。（延期・中止のアナウンスも無い）

## 参加メーカー
アロマ企画、SODクリエイト、DEEP'S（ディープス）、ドリームチケット、ナチュラルハイ、プレステージ（PRESTIGE）、ワープエンタテインメントが7度の全ての回に参加している。
| 2006年             | 2006年 |
| ------------------ | --- |
| AV OPEN            | アイエナジー アウダースジャパン アロマ企画 SODクリエイト エスワン 甲斐正明事務所 GLAY'z ディープス ドリームチケット ナチュラルハイ ヒビノ プレステージ ミリオン MOODYZ レアル・ワークス ワープエンタテインメント                                                       |
| チャレンジステージ | 狩正明（ナチュラルハイ） 麒麟（ワープエンタテインメント） ささきうずまき（V&Rプロダクツ） サックン（ナチュラルハイ） C・takeru（プレステージ） 野本義明（SODクリエイト） バード（ヒビノ） 堀内ヒロシ（ハマジム） 松江哲明（ハマジム） マンハッタン木村（プレステージ） |

| 2007年             | 2007年 |
| ------------------ | --- |
| AV OPEN            | アイエナジー アウダースジャパン アロマ企画 SODクリエイト エスワン 国立ファーム クリスタル映像 GLAY'z ディープス ナチュラルハイ ヒビノ V&Rプロダクツ プレステージ マキシング ミリオン MOODYZ レアル・ワークス ワープエンタテインメント ワンズファクトリー                                          |
| チャレンジステージ | 中村淳彦（あけぼの映像） 角脇しげお（アロマ企画） 開高麹(WOMAN) 二上タカシ（SODクリエイト） キャプテン江原(CROSS) 長瀬ハワイ(DANDY) AD辻山（ディープス） R40（ドリームチケット） レモンハート中島（ナチュラルハイ） 福太郎（ヒビノ） 萩澤カルメン（V&Rプロダクツ） マサルパンサー（プレステージ） |

| 2014年           | 2014年 |
| ---------------- | --- |
| スーパーヘビー級 | アイデアポケット アタッカーズ アリスJAPAN SODクリエイト S1 teamZERO ナチュラルハイ ヒビノ プレステージ MOODYZ |
| ヘビー級         | 青空ソフト AKNR FAプロ OPPAI kawaii* kira☆kira クリスタル映像 ケイ・エム・プロデュース SILKLABO ダスッ! DANDY ドグマ ながえSTYLE 美 プレステージ PREMIUM ホットエンターテイメント 本中 MAXING マックス・エー Madonna ミニマム Million 桃太郎映像出版 ROOKIE ROCKET ワンズファクトリー ワープエンタテインメント |
| ミドル級         | ABC/妄想族 アートモード I.B.WORKS Asia/妄想族 アロマ企画 E-BODY h.m.p オーロラプロジェクト・アネックス OFFICE K’S KARMA グローバルメディアエンタテインメント グローリークエスト ケー・トライブ 光夜蝶 シネマジック ジャネス スターパラダイス セレブの友 センタービレッジ タカラ映像 溜池ゴロー DEEP’S ドリームステージエンタテインメント ドリームチケット NON Hunter バルタン ピーターズ Fitch Fetish Box/妄想族 プレステージ BabyEntertainment マルクス兄弟 Mr.Michiru 無垢 U&K ルビー レッド |

| 2015年              | 2015年 |
| ------------------- | --- |
| 企画部門            | アイエナジー SODクリエイト KARMA kawaii* kira☆kira 素人onlyプラム ZUKKON/BAKKON DANDY TMA ながえスタイル HMJM Hunter 美 ビッグモーカル BeFree PRESTIGE 本中 magic MOODYZ 桃太郎映像出版 ROOKIE レッド ワンズファクトリー |
| 女優部門            | アイデアポケット E-BODY SODSTAR S1 TEPPAN PREMIUM MAXING |
| マニア・ フェチ部門 | アロマ企画 AVS collector's h.m.p OFFICE K'S OPERA クリスタル映像 グローリークエスト ジャネス Fetish Box/妄想族 PRESTIGE 変態紳士倶楽部 僕たち男の娘 未満 レズれ! ROCKET                                                  |
| 素人部門            | アートモード OPPAI ゴーゴーズ ゴールデンタイム 綜実社/妄想族 DEEP'S バルタン ワープエンタテインメント |
| 乙女部門            | I.B.WORKS FAプロ キチックス/妄想族 キャンディ グレイズ ケー・トライブ ジェントルマン/妄想族 PRESTIGE ミニマム 無垢 |
| SM・ ハード部門     | アタッカーズ V MVG サディスティックヴィレッジ シネマジック ダスッ! ドグマ 豊彦 ドリームチケット ナチュラルハイ Fitch BLACK BABY FACTORY REAL                                                                             |
| 熟女部門            | VENUS オルガ 煌 グローバルメディアエンタテイメント コスモス映像 スターパラダイス センタービレッジ タカラ映像 溜池ゴロー ホットエンターテイメント Madonna ルビー                                                          |

| 2016年                        | 2016年 |
| 各部門・ファン投票作品        | 各部門・ファン投票作品 |
| ----------------------------- | --- |
| 女優部門                      | アイデアポケット アリスJAPAN E-BODY SODクリエイト 痴女ヘブン TMA Fitch MAXING MOODYZ |
| 企画部門                      | V&R PRODUCE kawaii* kira☆kira グローリークエスト SCOOP ZUKKON/BAKKON センタービレッジ ナチュラルハイ Hunter PRESTIGE Mr.Michiru ワンズファクトリー |
| バラエティ部門                | グレイズ DOC ナンパJAPAN はじめ企画 BeFree 無垢 桃太郎映像出版 |
| 素人部門                      | アートモード アパッチ S1 KARMA ジェントルマン 綜実社 DEEP'S 豊彦 PRESTIGE PREMIUM ブロッコリー レッド |
| マニア・フェチ部門            | アロマ企画 AVS collector's MVG OPPAI OFFICE K'S クリスタル映像 DANDY Fetish Box フリーダム 僕たち男の娘 ワープエンタテインメント |
| ハード部門                    | サディスティックヴィレッジ ZIZ シネマジック ダスッ! ドグマ ドリームチケット BabyEntertainment REAL ROCKET |
| ドラマ・ ドキュメンタリー部門 | AKNR アタッカーズ 宇宙企画 h.m.p DORAMA FAプロ ゴーゴーズブラック（妻） ジャネス ながえSTYLE ビッグモーカル ビビアン MAX-A 乱丸 |
| 人妻・熟女部門                | VENUS オルガ コスモス映像 タカラ映像 ホットエンターテイメント Madonna Million ルビー ロータス |
| 乙女部門                      | アイエナジー キチックス キャンディ PRESTIGE ミニマム ROOKIE |
| ファン投票                    | |
| 女優                          | AIKA(kira☆kira) 相沢みなみ（アイデアポケット） 飛鳥りん（SODクリエイト） 大槻ひびき（宇宙企画） 神納花（ドリームチケット） 斉藤みゆ（アイエナジー） 佐倉絆(REAL) 佐々木あき(Mr.michiru) JULIA(OPPAI) 神ユキ(ROCKET) 高橋しょう子(MOODYZ) 橘芹那（僕たち男の娘） なつめ愛莉（ワープエンタテインメント） 成宮はるあ（ビッグモーカル） 波多野結衣（オルガ） 初美沙希(TMA) 春菜はな(Fitch) みおり舞（ワンズファクトリー） 光井ひかり(Madonna) みづなれい（ドグマ）                                                                 |
| 男優                          | イエイ高嶋（ワンズファクトリー） 黒澤透(ROCKET) 佐川銀次（ドグマ） 沢庵（ドリームチケット） 田淵正浩（SODクリエイト） トニー大木（オルガ） ピエール剣（ワープエンタテインメント） 吉村卓(TMA) |
| 監督                          | アキノリ(AKNR) 一ノ瀬くるみ（ワープエンタテインメント） 神戸たろう(ROCKET) 菊淋（アイエナジー） ZAMPA（ワンズファクトリー） ジャケン小玉（ナチュラルハイ） 杉ノ木（僕たち男の娘） 沢庵（ドリームチケット） 貞邪我（オルガ） TOHJIRO（ドグマ） 長瀬ハワイ（コスモス映像） ビバ☆ゴンゾ(SCOOP) ヒフミタツヲ(TMA) 広瀬GA☆WA（サディスティックヴィレッジ） Buddha D（クリスタル映像） マーガレットはしもと(DANDY) 真咲南朋(ROOKIE) マボロシ子(OFFICE K'S) 山本わかめ（SODクリエイト） YUMEJI（ビッグモーカル） ルミナックス(DEEP'S) |

| 2017年                 | 2017年 |
| 各部門・ファン投票作品 | 各部門・ファン投票作品 |
| ---------------------- | --- |
| 女優部門               | アイデアポケット アリスJAPAN S1 Fitch |
| 企画部門               | E-BODY グレイズ SWITCH ZUKKON/BAKKON 痴女ヘブン Hunter ビッグモーカル プレステージ PREMIUM 本中 レッド |
| マニア部門             | MVG OFFICE K'S 親父の個撮 ダスッ! ビビアン フリーダム MARX Million レズれ! |
| フェチ部門             | AKNR アロマ企画 V&R PRODUCE AVS collector's Fetish Box/妄想族 変態紳士倶楽部 まぐろ物産 ROOKIE REAL |
| 素人部門               | アートモード SODクリエイト S級素人 お持ち帰り/妄想族 お夜食カンパニー KARMA ジャネス 綜実社/妄想族 豊彦 ナンパJAPAN はじめ企画 プレステージ |
| ドラマ部門             | FAプロ オルガ kawaii* kira☆kira 熟女はつらいよ ながえSTYLE 人妻花園劇場 ヒビノ マックス・エー |
| ハード部門             | アタッカーズ アパッチ ZIZ シネマジック ドリームチケット ナチュラルハイ BabyEntertainment |
| 人妻・熟女部門         | グローバルメディアエンタテインメント コスモス映像 熟女ジャパン/エマニエル センタービレッジ タカラ映像 溜池ゴロー ドグマ Madonna Marrion ワープエンタテインメント |
| 乙女部門               | I.B.WORKS キチックス/妄想族 最強属性 サディスティックヴィレッジ JET映像 TMA BAZOOKA Mr.Michiru 無垢 ワンズファクトリー |
| ドキュメンタリー部門   | OPPAI ゴーゴーズブラック(妻)/妄想族 DEEP'S DOC BeFree プレステージ ブロッコリー/妄想族 桃太郎映像出版 ROCKET |
| VR-1GP                 | アイデアポケット IMAX アウダースジャパン アテナ映像 アプロ アリーナエンターテインメント アロマ企画 石置 宇宙企画VR SODクリエイト エロタイムVR 大塚フロッピー お夜食カンパニー CASANOVA ガン見隊 kira☆kira ケイ・エム・プロデュース 光夜蝶 コレ彦 SIDE-B VR 実録出版 SCOOP ZUKKON/BAKKON ダスッ! TAMI TMA DEEP'S 虎丸 フェッチ ドリームチケット DORIDORI ナチュラルハイ NON バナナファクトリー Hunter 人妻花園劇場 VRevo ブイワンVR Fetish Box/妄想族 プリモVR 本中 MILU VR 無名時代 胸糞VR 坩堝 REAL レズれ! ワープエンタテインメント WOW! |
| ファン投票             | |
| 女優賞                 | 浅田結梨(MVG) あべみかこ（無垢） あやね遥菜（最強属性） 緒奈もえ(BeFree) 小野寺梨紗(MVG) 川上ゆう（マックス・エー） 斉藤みゆ(MARX) 桜井彩(AVS collector's) 椎名そら（ビビアン） 澁谷果歩（ワープエンタテインメント） 涼海みさ(kawaii*) つぼみ（ワンズファクトリー） 七瀬いずみ(Madonna) 波木はるか(Million) 二階堂ゆり（ドグマ） 麻里梨夏（痴女ヘブン） 三島奈津子（E-BODY・ドリームチケット） 宮沢ゆかり（無垢） |
| 監督賞                 | アイスマン落合(AVS collector's) アキノリ(AKNR) 嵐山みちる(kawaii*) EL OCHO（マックス・エー） きとるね川口(TMA) 麒麟(MVG) Koolong(BabyEntertainment) 96★(OFFICE K'S) CP田園（最強属性） 鈴木リズ（桃太郎映像出版） 沢庵（ドリームチケット） 中目黒浩治（痴女ヘブン） ばば★ザ★ばびぃ(MARX) ハム王子（アロマ企画） HAM.the MC（ワープエンタテインメント） 真咲南朋（ビビアン） 豆沢豆太郎(Madonna) 竜二軍団（FAプロ） ルミナックス(DEEP'S) WILD・SEVEN（レズれ!） ワントップ（S級素人）                                                       |

| 2018年                 | 2018年 |
| 各部門・ファン投票作品 | 各部門・ファン投票作品 |
| ---------------------- | --- |
| 女優部門               | アイデアポケット マックス・エー |
| 企画部門               | 宇宙企画 SODクリエイト KARMA ナチュラルハイ パコパコ団とゆかいな仲間たち Hunter プレステージ 本中 桃太郎映像出版 ROOKIE |
| マニア・フェチ部門     | AKNR アロマ企画 unfinished V&R PRODUCE AVS collector's/Dream OPPAI OFFICE K'S ゲインコーポレーション シネマユニット・ガス ダスッ! 玉屋 デジタルアーク 豊彦 肉盛 ビビアン プラネットプラス Mr.Michiru U&K ROCKET ワープエンタテインメント |
| 素人部門               | アートモード S-Cute お夜食カンパニー kawaii* JET映像 赤面女子 綜実社/妄想族 DEEP'S ブロッコリー/妄想族 レッド |
| ハード部門             | アタッカーズ アパッチ えむっ娘ラボ サディスティックヴィレッジ ドグマ ドリームチケット Fitch Baby Entertainment REAL |
| 人妻・熟女部門         | E-BODY KANBi ゴーゴーズブラック(妻)/妄想族 コスモス映像 熟女JAPAN スターパラダイス センタービレッジ タカラ映像 ながえSTYLE ヒビノ Madonna Marrion ミセスの素顔/エマニエル ルビー |
| 乙女部門               | グレイズ TMA ひよこ プレステージ |
| VR-1GP                 | I.B.WORKS ANNEX（無言）/HERO アリスJAPAN アロマ企画 unfinished 宇宙企画VR SODクリエイト エロタイムVR 大塚フロッピー CASANOVA ガン見隊 KMPVR-彩- KMPVR-bibi- こあらVR 光夜蝶 熟女はつらいよ 3D V&R TMA ドグマ DOC ドリームチケット ナチュラルハイ newgirl NON Hunter ピーターズMAX VR buz FuuTube 変態紳士倶楽部 マックス・エー MILU VR MOODYZ 胸糞タロウVR 無名時代 4KVR ROCKET WOW! ワープエンタテインメント ワンズファクトリー |
| ファン投票             | |
| 女優賞                 | 生田みく（本中） 河南実里（アタッカーズ） 桑田みのり（ドリームチケット） 紺野ひかる（本中） 佐々木あき（ワープエンタテインメント） 春原未来(ROCKET) 宝田もなみ(Fitch) 長瀬麻美（マックス・エー） 成宮いろは（タカラ映像） 新村あかり（本中） 橋本れいか（ミセスの素顔/エマニエル） 蓮実クレア（本中） 八乃つばさ（ワープエンタテインメント） 初美りん（本中） 花咲いあん（本中） 浜崎真緒（本中） 星あんず（本中） 美谷朱里（本中 ROCKET） 三原ほのか(ROCKET) 山井すず（宇宙企画） 優木いおり（シネマユニット・ガス） 優月心菜（アイデアポケット） 梨々花（ドリームチケット） |

## イメージガール
2014・2015年はサポートガールだったが、2016年からイメージガールとなった。（）内は就任時の専属メーカー。
| 年   | WILL（旧CA）系                           | SODstar    | PRESTIGE   | Million  |
| ---- | ---------------------------------------- | ---------- | ---------- | -------- |
| 2014 | つぼみ（MOODYZ・WANZ）                   | 紗倉まな   | あやみ旬果 | -        |
| 2015 | 天使もえ（S1）                           | 松岡ちな   | -          | 佐倉絆   |
| 2016 | 三上悠亜（MUTEKI）                       | 市川まさみ | -          | 星美りか |
| 2017 | 橋本ありな（S1）、高橋しょう子（MOODYZ） | 白石茉莉奈 | -          | -        |
| 2018 | 桜空もも（アイポケ）                     | 戸田真琴   | 園田みおん | -        |

## 不正行為
2007年当初発表された成績ではSODクリエイトの「芸能人 琴乃 初・体・験 完全240分 10解禁スペシャル」が優勝とされていたが、その後SODクリエイトが「自社による大量購入」によって実売数を大幅に増加させていたことが判明する。
2007年8月31日付東京スポーツ紙面によれば、自社の営業マン及び外部のいわゆる「便利屋」業者を使って約16,000本を購入し「SODクリエイト」名義で領収書を切っていた。また、この購入資金として約6,000万円を費やしたことも明らかにされている。このためSODクリエイトは「不正行為を行ったため失格」となり、2位以下の各メーカーが繰り上がった。
ソフト・オン・デマンドのライバルである北都らが2007年より『AVグランプリ』をスタートさせ多数の参加メーカーを集めたものの2019年を最後に開催されていない。

## マニフェスト
各メーカーが宣言したマニフェストの内、結果を受けて以下のものが実行ノルマを課された。
- MOODYZ：AVOPEN総合1位の連覇を達成できた場合、優勝作品での全国主要都市で開催大ボリュームイベントを行わせて頂きます!→2016年3月に開催[8]
- PRESTIGE
  - 賞をとれたら、第2弾（企画部門「新人デビュー100発なかだし」の）つくります。
  - 部門（マニア・フェチ）1位獲れたら両親をハワイ旅行に連れて行きます。
  - 見事一位（乙女部門）を獲得できたら、広報が彼女に内緒で式場抑えちゃいます!（未プロポーズ）
- SOD
  - star：女優部門で優勝出来なかった際には1位になったメーカー（S1）のオフィスをSOD社員が掃除しに行きます!
  - クリエイト：1位をとれなかったら、より幅広い意見を取り入れるため、山本わかめ自腹で、SOD女子社員とユーザーさんによる交流会を開催します。→2015年12月に開催[9]
  - ナチュラルハイ：SM・ハード部門で1位が獲れなかったら、ナチュラルハイ浣腸作品をオフィシャルサイト内で無料公開致します。→2015年12月にSODアダルトch内で期間限定公開[10]
- Madonna：熟女部門で優勝したら、予算を度外視した最高級の美熟女共演で「熟バス」を4年ぶりにやっちゃいます!→?[11]
- 豊彦：賞獲ったらワンコイン記念作品出します→2016年3月に「縛殺奴隷の世界」（540円）をリリース[12]
- 美：絶対に企画部門1位を獲ります!もし1位を獲れなかったらメーカー名「美」を改名します!→「痴女ヘブン」に改名[13]

- MOODYZ：総合1位をとりましたら【たかしょー】こと【高橋しょう子】ちゃんが全国主要都市での豪華特典付きの大ボリュームお披露目イベントを行います!!
- ナチュラルハイ：企画部門で3位以内に入賞したら、シリーズのおすすめ作品を無料公開致します（公開サイトは検討中です）
- kawaii*：もし、受賞した際には、Wパイパン中出しをシリーズ化します。
- グローリークエスト：何かの賞を頂けたら、直営セル店で感謝セールを行います!
- BeFree：賞を取ったら石原莉奈と大物女優の共演企画を制作致します!
- はじめ企画：〇〇賞獲ったら、抽選で1名のお客様にだるまさんが転んだの鬼をやってもらいます。
- DOC：部門1位獲れなかったら、来年「男」撮ります
- プレステージ
  - 部門1位獲れなかったら、芸人「チャーリー浜」さんから勝手にまねた名前なので、菓子折りもって関西まで行ってダメだった報告をしにいきます。
  - 部門1位獲れなかったら、アナルデビューします。
- OPPAI：賞を取ったらユーザーから募集したおっぱいフェチ動画をHP上で無料公開していきます
- REAL：1位獲ったら何か大きめの企画を考えてまた撮影します
- サディスティックヴィレッジ：ハード部門で1位を取れなかったら、社員全員カツを入れるため、無人島で自給自足・マッチ1本・緊急社員サバイバル研修を行います。
- アタッカーズ：賞を取ったら専属女優5人による超大作ドラマもの制作致します。
- Madonna：熟女部門で優勝したら、豪華女優陣によるスペシャルイベントを開催します!!
- OFFICE K'S：賞撮れなかったらずっと生やしてる腋毛をブラジリアンワックスで脱毛します。
- クリスタル映像：AVバロンドール獲れなかったらメッ〇にメシおごります。笑

## 結果
※単体作品には出演者の名前を表記する。太字は複数受賞作。

### 2006年
- 優勝：ハイパーギリギリモザイク（エスワン）
- 準優勝：ドリーム学園10（MOODYZ）
- ：痴漢○学生（ナチュラルハイ）
- 4位：人類史上初!!超ヤリまくり!イキまくり!500人SEX!!（SODクリエイト）
- 5位：責め痴女 ハーレムSPECIAL（レアル・ワークス）
- 6位：女子校生 中出し100連発（大塚ひな・アイエナジー）
- 7位：ミリオン・ドリーム 〜私立ミリ商の天使たち〜（ミリオン）
- 8位：マジックミラー号 SPECIAL 東海道生中出し編（ディープス）
- 9位：「女の口は嘘をつく。」 雌女 anthology AV open ver.（アウダースジャパン）
- 10位：W Jカップ巨乳捜査官・陵辱レイプ（ヒビノ）
- リリー・フランキー名誉総裁賞
  - 責め痴女　ハーレムスペシャル（レアル・ワークス）
  - 人類史上初!!超ヤリまくり!イキまくり!500人SEX!!（SODクリエイト）

- 優勝：裸の大陸（サックン・ナチュラルハイ）
- 準優勝：少女は挿入される生き物（堀内ヒロシ・ハマジム）
- ：こちら!東京24区 痴女区の区役所の痴女○○課（ささきうずまき・V&Rプロダクツ）
- 4位：陵辱 女子高ジャック（バード・ヒビノ）
- 5位：BRONZE 01(C・takeru・プレステージ)
- 6位：トイレのエロ落書きに電話したらエロい女とSEXできるのか?!（野本義明・SODクリエイト）
- 7位：24 REAL SEX 苛めて悦び濡れる女との24時間セックス（山口まゆ・松江哲明・ハマジム）
- 8位：ミリオネーゼ 〜勝者の性癖〜（野原風・マンハッタン木村・プレステージ）
- 9位：濃厚な面接（麒麟・ワープエンタテインメント）
- 10位：地下室の中心で、愛をさけぶ（狩正明・ナチュラルハイ）
- リリー・フランキー名誉総裁賞：裸の大陸（サックン・ナチュラルハイ）

### 2007年
- 優勝：特殊浴場TSUBAKI（エスワン）
- 準優勝：芸能人♥デビュー!! （きこうでんみさ・クリスタル映像）
- ：ドリーム学園11（MOODYZ）
- 4位：DAISY（プレステージ）
- 5位：絶対にAVには出ません!というグラビアアイドルを「君なら裸にならないAV女優になれる」と口説いてAVに出てもらいました（平井真央・国立ファーム）
- 6位：ロ●ータ 中出し100連発 スペシャル（落合ゆき・アイエナジー）
- 7位：クイズ¥レイプショック2007（ディープス）
- 8位：熱吻ブラック（ワープエンタテインメント）
- 9位：奥さんになってあげる ハーレム4時間スペシャル（レアル・ワークス）
- 10位：ある朝起きたら、家に美女が100人来た!（V&Rプロダクツ）
- 11位：女スパイVS女捜査官 陵辱中出し&陵辱レズ・エステの秘密を守れ（ヒビノ）
- 12位：ミリオン・ドリーム 2007前編 〜ミリ商、痴女-1グランプリに出場!〜（ミリオン）
- 13位：現役バリバリの芸能人に芸名を付けさせAVデビューさせちゃいました。 新人（時東あい・マキシング）
- 14位：アムステルダムハイ（麻生岬・ナチュラルハイ）
- 15位：美熟女回春エステ（早乙女香織・アロマ企画）
- 16位：欧米かよ!（グレイズ）
- 17位：妄想クリニック 中出しナースコール（ワンズファクトリー）
- 18位：癒らし。 〜大人の恋愛SPECIAL版（アウダースジャパン）
- 失格：芸能人 初・体・験 完全240分 10解禁スペシャル（琴乃・SODクリエイト）
- リリー・フランキー名誉総裁賞
  - 特殊浴場TSUBAKI（エスワン）
  - アムステルダムハイ（麻生岬・ナチュラルハイ）
  - ドリーム学園11（MOODYZ）
  - 熱吻ブラック（ワープエンタテインメント）
- 松井秀喜特別審査員賞：該当作品無し

- 優勝：肛門潮吹き極太合体レズビアン（キャプテン江原・CROSS）
- 準優勝：はじめてのニューハーフ（月野姫・R40・ドリームチケット）
- ：リア・デ○ゾンちゃんを探しに欧米に行っちゃいました!（AD辻山・ディープス）
- 4位：Bonjour Parisienne ＜オトナのオンナ＞を求めて（開高麹・WOMAN）
- 5位：テカリコスメ（マサルパンサー・プレステージ）
- 6位：悪酔い美人姉さんたちが朝まで無礼講ち○ぽ遊び（角脇しげお・アロマ企画）
- 7位：潮吹き巨乳海女 〜女子校生のウブ貝〜（長瀬ハワイ・DANDY）
- 8位：ゆいちゃんの恋人 ある日突然、身長10cmに小さくなったボクと巨大な彼女（松野ゆい・二上タカシ・SODクリエイト）
- 9位：チャレンジ 初めてのレズフィスト（福太郎・ヒビノ）
- 10位：名前のない女たち（真咲ぴぃ子・中村淳彦・あけぼの映像）
- 11位：かわいい女の子の飼い方萩澤（瀬戸ひなた・カルメン・V&Rプロダクツ）
- 12位：Buck Angel バックエンジェル（レモンハート中島・ナチュラルハイ）
- リリー・フランキー名誉総裁賞：肛門潮吹き極太合体レズビアン（キャプテン江原・CROSS）
- 松井秀喜特別審査員賞：該当作品無し

### 2014年
- グランプリ -無差別級-：ぶっかけ中出しアナルFUCK!（小向美奈子・MOODYZ）
- スーパーヘビー級
  - ：ぶっかけ中出しアナルFUCK! （小向美奈子・MOODYZ）
  - ：迫力映像V 乳・尻・結合が目前に迫る徹底アングル （宇都宮しをん・S1）
  - ：BEACHY VENUS（アイデアポケット）
- ヘビー級
  - ：100人×中出し （上原亜衣・本中）
  - ：中出しキャンプ（プレステージ）
  - ：野性の王国 特別編 アフリカ原住民と生中出しをヤる（AIKA・DANDY）
- ミドル級
  - ：顔出し!女子大生限定 マジックミラー号 徹底検証!男女の友情は成立する!? 友達関係のリアル素人大学生が日本一エロ〜い車MM号の中で二人っきり? 人生初の真正中出し編!?女友達のオマ○コにチ○ポ生ハメ!快楽と理性の狭間で揺れる若い精子は膣内に射精されるのか!?in池袋（DEEP'S）
  - ：結婚5年目 27歳 人妻タレント 決意の限界着エロ（東凛・溜池ゴロー）
  - ：小悪魔JK 大胆パンチラコレクション Special 大人数挑発バージョン（アロマ企画）
- DMM.R18 配信売上賞：100人×中出し（上原亜衣・本中）
- 審査員特別賞：18メーカー
  - スーパーヘビー級
    - AVファンを熱狂させた伝説企画を、豪華S級女優競演で全編完全撮りおろし!ソフト・オン・デマンド おかげさまで、もうすぐ20周年記念作品（SODクリエイト）
    - 陵辱の教典 高飛車女にブッかけろ（ヒビノ）
    - 天然成分由来プレステージ汁10000％（プレステージ）

  - ヘビー級
    - MM号で下着も見せなかったパン屋の素人娘がAVデビュー（AKNR）
    - あ〜いくぅ! 女のアクメ（FAプロ）
    - チラッしゃいませ!!kawaii*学園文化祭2014 パンチラJKがお出迎え♪（kawaii*）
    - 日焼けあと×黒GAL大乱交（由愛可奈・MAXING）
    - 世界一ザーメンを大量に発射する男のぶっかけSEX 史上最大量発射スペシャル（ROOKIE）
    - 素人マスク性欲処理マゾメス淫語ザーメン 〜TRIPLE SLAVE〜（クリスタル映像）
    - 全発射本物精子!ノーカット11連続中出しセックス&ザーメンごっくん22連発プラスアナルマ○コぶっかけ精子ねじ込み30発さらに初黒人3穴ファック!（初美沙希・ダスッ!）
    - 拷問トリプルX（ドグマ）
    - PERFECTSTYLE痴女集団SPECIAL 集団逆レイプ-完璧BODY痴女青姦4時間大乱交-（美）
    - 冬月かえでのMy現場リポート 〜アダルトビデオの裏側お見せします〜（プレステージ）
    - 現役秘書 ドリームシャワーでAVデビュー!!（美神あや・ワープエンタテインメント）

  - ミドル級
    - 子作りおねだり淫語（波多野結衣・Fetish Box）
    - kira☆kiraサマーフェスタ2014 BLACK GAL BEACH RESORT-夏祭り特別編- 黒ギャル美巨乳ビーチ4時間超壮絶大乱交スペシャル（kira☆kira）
    - 小便アイドル（OFFICE K’S）
    - 裏切り女教師制裁と懲罰 レスボスの掟（シネマジック）

### 2015年
- 総合部門
  - グランプリ：【限定共演】MOODYZファン感謝祭バコバコバスツアー2015-1泊2日でイクッ!夢の大乱交AVオールスターズ!（MOODYZ /企画）
  - 準グランプリ：エスワン七姉妹と同棲ハーレム性活（S1 /女優）
  - ：100人×中出し2015 絶対に濡れてはイケない孕ませ学校（本中 /企画）
  - 4位：石原莉奈がギャルでコスって中出しお宅訪問（石原莉奈・BeFree /企画）
  - 5位：新妻とその大家族がエロすぎたからおもくそ子作り（ZUKKON/BAKKON /企画）
- 各部門
  - 企画
    - ：【限定共演】MOODYZファン感謝祭バコバコバスツアー2015-1泊2日でイクッ!夢の大乱交AVオールスターズ!（MOODYZ）
    - ：100人×中出し2015 絶対に濡れてはイケない孕ませ学校（本中）
    - ：新人デビュー100発なかだし。（如月未羅乃・PRESTIGE）

  - 女優
    - ：エスワン七姉妹と同棲ハーレム性活（S1）
    - ：AVDebut（香澄はるか・SODstar）
    - ：SSS-BODY 解禁 真正中出し（美竹すず・E-BODY）

  - マニア・フェチ
    - ：絶対服従トランスサークル（PRESTIGE）
    - ：マゾBODYオークション フェイスオフ×人身売買×巨乳尻ドM女たち（クリスタル映像）
    - ：女子校生文化祭模擬店 ちら見せオナサポ喫茶SP（アロマ企画）

  - 素人
    - ：顔出し!女子大生限定 マジックミラー号 徹底調査!友達同士2人っきりで初めての混浴温泉♥人生初の真正中出し編!リアル素人大学生が日本一エロ〜い車MM号の中で究極の過激ミッションに挑戦! in 池袋（DEEP'S）
    - ：日本で一番チャラい巨乳黒ギャルと危険日中出しオフ会（桜ちなみ・OPPAI）
    - ：ナンパ連れ込みSEX隠し撮り・そのまま勝手にAV発売。する大阪弁 処女?VS超強ギャル（綜実社/妄想族）

  - 乙女
    - ：なかだし学級崩壊（PRESTIGE）
    - ：北海道発あのアイドルグループ元メンバーが電撃転職!（美幸あかり・キャンディ）
    - ：足立共同区営団地 日焼け少女わいせつ映像。（I.B.WORKS）

  - SM・ハード
    - ：【引退作品】in… ［脅迫スイートルーム］ Gossip Celebrity Minako(30)（小向美奈子・ドリームチケット）
    - ：田舎のお嬢様学校の女子校生をさらってレイプ、射精直前に「お前より可愛い娘を今すぐ電話で呼ばないと中出しするぞ」と脅して友達を連れてこさせてその娘もレイプ、そして結局全員にナマ中出し!スペシャル!1クラス分の女子20名をレイプ!（サディスティックヴィレッジ）
    - ：鬼イカセ（佐倉絆・REAL）

  - 熟女
    - ：1000年に一人の人妻 現役ファッションモデル初脱ぎAVデビュー4本番!!（水原梨花・Madonna）
    - ：夫に内緒で他人棒SEX AV OPEN特別編 30歳すぎて初めての精飲 驚愕の大量31発 想定外の中出し懇願「本当は中出し好きの変態女です…」（鈴木こころ・コスモス映像）
    - ：夜這い村 デラックス版（波多野結衣・オルガ）
- DMM.R18 配信売上賞
  - ：【限定共演】MOODYZファン感謝祭バコバコバスツアー2015-1泊2日でイクッ!夢の大乱交AVオールスターズ!（MOODYZ /企画）
  - ：【引退作品】in… ［脅迫スイートルーム］ Gossip Celebrity Minako(30)（小向美奈子・ドリームチケット /SM・ハード）
  - ：AVDebut（香澄はるか・SODstar /女優）
- IPPA賞
  - 企画
    - SOD女性監督・山本わかめ式「射精コントロール」〜勃起した男子は‘射精の快楽’を味わうためなら、女子の言いなりになってしまうのか？〜（SODクリエイト）
    - 世界一発射の勢いが凄すぎる男の孕ませドッカーンSEX（ROOKIE）
    - 今年から共学になったヤリマン女子校に入学したら…まさかのヤリチンに!去年まで女子校しかも地元でヤリマン●校として有名だった●校が共学になったので女に無縁なボクは、期待とアソコを膨らませて入学!!（Hunter）
    - GET!素人ナンパ 神戸 No.176（桃太郎映像出版）
    - どついたるねんライブ（横山夏希・HMJM）
    - 素人すっぴん生中出し かれん18歳タイ生まれ日本育ち（素人onlyプラム）

  - マニア・フェチ部門：ザーメン漬けニューハーフ（みやび音羽・僕たち男の娘）
  - 素人
    - 【デビュー作】元セフレにリベポル動画を流出されて超ハズい「センズリ鑑賞」性癖まで晒されたネットで話題の図書館司書デビュー（戸田エミリ・ワープエンタテインメント）
    - シ十物語〜AV女優に逢いたくて〜（バルタン）

  - 乙女：溺愛 父ちゃんば いないと寂しか（涼川絢音・FAプロ）
  - SM・ハード
    - 縛殺奴隷 糞生意気ギャルJK処刑編（田辺優愛・豊彦）
    - 4 ミッシング少女（ドグマ）

  - 熟女：一泊二日限定 夫非公認「生」撮り 美熟女不倫温泉旅行 其之一 紫穂 四十歳（葵紫穂・煌-KIRAMEKI-）
- 番外編：W誘惑お姉さん（美 /企画）

### 2016年
- 総合部門
  - 総合グランプリ：Gカップ完璧ボディ芸能人 高橋しょう子 MOODYZ AVデビュー!!（高橋しょう子・MOODYZ /女優）
- 特別表彰部門
  - セル売上賞：Gカップ完璧ボディ芸能人 高橋しょう子 MOODYZ AVデビュー!!（高橋しょう子・MOODYZ /女優）
  - 配信売上賞：Gカップ完璧ボディ芸能人 高橋しょう子 MOODYZ AVデビュー!!（高橋しょう子・MOODYZ /女優）
  - レンタル売上賞：Gカップ完璧ボディ芸能人 高橋しょう子 MOODYZ AVデビュー!!（高橋しょう子・MOODYZ /女優）
  - AVバロンドール：護符天誅!幽幻導師列伝 熟女キョンシーに挑むセックスホラードキュメント（センタービレッジ /企画）
- ジャンル部門
  - 女優
    - ：Gカップ完璧ボディ芸能人 高橋しょう子 MOODYZ AVデビュー!!（高橋しょう子・MOODYZ）
    - ：飛鳥りん AV debut タイム風俗学ハンター 第一章 1877年 「AV女優の起源を追え!」 おりん 処女献上の儀式 第二章 2016年 ‘幻の国民的美少女グループ’ 飛鳥りん AVデビュー（飛鳥りん・SODクリエイト）
    - ：E-BODY専属デビュー 本物Icup芸能人（八神さおり・E-BODY）

  - 企画
    - ：接客中に顔を紅潮させながら感じまくるバイト娘 夏バイト看板娘中出しSP 〜海の家、サーフショップ、屋形船、ビアガーデン〜（ナチュラルハイ）
    - ：kawaii*10周年SPECIAL企画 夢の共演Wパイパン中出し（kawaii*）
    - ：「ナマではいっちゃった!」爆乳デリ嬢のオイル素股でチ○ポをマ○コに擦り付けてたら思わずフル勃起からの生挿入!（グローリークエスト）

  - バラエティ
    - ：石原莉奈の筆おろし初体験（石原莉奈・BeFree）
    - ：固定バイブだるまさんが転んだ3AVOPEN2016スペシャル!!（はじめ企画）
    - ：クレイジーSEXジャーニー（DOC）

  - 素人
    - ：1年間掛かりでAV出演を口説いたキ・セ・キの逸材 普通の女の子がAVデビューするまでの365日密着リアルドキュメント（翼・S1）
    - ：顔出し!働く美女限定 マジックミラー号 街頭調査!職場の同僚とMM号の中で2人っきり♥理性と性欲どちらが勝つのか!?同じオフィスで働く男女に突然のSEX交渉!!素人スーツOL12人2枚組8時間!人生初の真正中出しスペシャル!in池袋（DEEP'S）
    - ：有名大学対抗!!ミス淫乱女王決定戦!!B-1グランプリ2016（プレステージ）

  - マニア・フェチ
    - ：「野性の王国」番外編 ワケありおばさん看護師がアフリカ原住民の童貞青年と生中出しをヤる（高橋あゆみ・DANDY）
    - ：クチ・マ●コ・アナルどの穴でも男汁なら全部飲む!小便ザーメン3穴ごっくんファック（三原ほのか・MVG）
    - ：巨乳マニアックスJ（JULIA・OPPAI）

  - ハード 
    - ：黒人解禁メガチ●ポ世界大戦（佐倉絆・REAL）
    - ：対魔忍アサギ ANOTHER STORY 〜奴隷娼婦・墜落の対魔忍〜（ZIZ）
    - ：田舎のお嬢様学校の女子校生をさらって生ハメ！射精直前に「お前より可愛い娘を今すぐ電話で呼ばないと中出しするぞ」と脅して友達を連れてこさせて結局全員にナマ中出し!スペシャル2016 1クラス分の女子25名を生ハメ!2枚組8時間（サディスティックヴィレッジ）

  - ドラマ・ドキュメンタリー
    - ：原作・藤崎 玲 女教師姉妹（アタッカーズ）
    - ：必ずヌケる ナマナマしい男女SEX ド迫力映像 猥褻図画（FAプロ）
    - ：ビビアンズのマジカルガチレズナンパ全国ツアー2016!! リアルレズカップル月島ななこと椎名そらが挑む日本5大都市4泊5日素人ノンケ女子とセックスしまくり灼熱のレズ・ロード!!（ビビアン）

  - 人妻・熟女
    - ：ひかり輝くダイヤの原石 29歳 AV Debut!!（光井ひかり・Madonna）
    - ：旦那一族の性奴隷にされた美人妻、服従の記録（佐々木あき・Million）
    - ：元祖人妻ナンパ タイムリミット25時間以内指令!!エロい奥さんに生中で精子25発出して来い!!ホット25年のノウハウを注ぎ込んだ魂の映像（ホットエンターテイメント）

  - 乙女
    - ：なかだしクルーズ（プレステージ）
    - ：過激なオプションで大人気。予約の取れない添い寝リフレ。（ミニマム）
    - ：1億円の処女 19才 1本限定AV DEBUT（本田亜莉沙・キチックス/妄想族）
- ファン投票部門
  - 作品賞
    - ：Gカップ完璧ボディ芸能人 高橋しょう子 MOODYZ AVデビュー!!（高橋しょう子・MOODYZ /女優）
    - ：飛鳥りん AV debut タイム風俗学ハンター 第一章 1877年 「AV女優の起源を追え!」 おりん 処女献上の儀式 第二章 2016年 ‘幻の国民的美少女グループ’ 飛鳥りん AVデビュー（飛鳥りん・SODクリエイト /女優）

  - 女優賞：高橋しょう子
  - 男優賞：田淵正浩
  - 監督賞：真咲南朋

### 2017年
- 総合部門
  - ：新人NO.1STYLE グラビアアイドル吉高寧々AV解禁（吉高寧々・S1 /女優）
  - ：顔出し解禁!! マジックミラー便 王道2017 総勢30人!未成年の素人ビキニ限定超拡大スペシャル!8時間!本番10人祭り!! 真夏のリゾートプールにMM便が潜入!にぎわうプールサイドでナンパした10代の水着素人女子たちが生まれて初めてのデカチンSEX!!  in神奈川県・海辺のリゾート（DEEP'S /ドキュメンタリー）
  - ：マジックミラー号inヨーロッパ 撮影日数182日にも及ぶ長期海外ロケでナンパした254人から日本人好みの可愛くてうぶな欧州本物素人娘を厳選（SODクリエイト /素人）
- ジャンル部門
  - 女優部門[注釈 1]
    - ：新人NO.1STYLE グラビアアイドル吉高寧々AV解禁（吉高寧々・S1）

  - 企画部門
    - ：全裸キャンプ!!（プレステージ）
    - ：夢の一夫多妻時間停止中出しSPECIAL 最強の能力を手に入れた男が8人の嫁と朝から晩までハーレム子作り性活（本中）
    - ：突然超かわいい義理の妹ができた!しかも妹が通う学校に転入したら周りは女子だらけで男子はクラスでボク1人だった!親が再婚して突然ボクに同学年のかわいい義理の妹が出来た!新居の都合上、ボクは義理の妹が通う学校に転入することになった。しかもその転入先の学校は元女子校で男はボク1人しかいない。正直ちやほやされると浮かれて行った転入初日、そんな淡い期待は打ち砕かれた!転入数日前にオナニーを義妹に見られてしまったボクはオナニーのオカズはもちろんのことチ○ポの大きさまで転入初日にバラされていたのです。クラス全員に!おかげで夢と希望に満ち溢れた学園生活はすぐに終わった…。と思ったら義妹がボクのチ○ポの大きさまでバラしたことで事態は好転!女子たちはデカチン勃起を見てみたいと、あの手この手で勃起させようとしてきたのです!あまりの興奮にボクは触られただけですぐに発射してしまう超敏感早漏チ○ポ!だけど、すぐにムクムクと膨れ上がり何度も発射できる絶倫チ○ポに何度も興奮しまくりの女子!気がついたら女子に何度も中出しをしまくりでした。（Hunter）

  - マニア部門
    - ：触手狂い 波木はるか（波木はるか・Million）
    - ：ビビアンズが衝撃の卒業発表!?業界内外から大集結!!ビビアンズ争奪ファン感謝祭!!〜最強のビビアンズ好きレズビアンは誰だ!?〜（ビビアン）
    - ：天然美少女ニューハーフ 引退 城星凜（城星凜・ダスッ!）

  - フェチ部門
    - ：むっちりすけべなお姉さん 露出×浮気×青姦×乱交ありのド変態新婚性活（由來ちとせ・まぐろ物産）
    - ：ちんシャブ大好き女スペシャル 神納花 枢木みかん 桜庭うれあ（REAL）
    - ：野ションを目撃されてプリプリお尻を大公開したままハメられた女子校生（AKNR）

  - 素人部門
    - ：マジックミラー号inヨーロッパ 撮影日数182日にも及ぶ長期海外ロケでナンパした254人から日本人好みの可愛くてうぶな欧州本物素人娘を厳選（SODクリエイト）
    - ：素人女子大生限定!パンティ素股でカチカチち●ぽがアソコに擦れて赤面発情!クロッチは恥ずかし汁まみれ!そのまま生で擦り合わせて、ヌルヌルワレメに結局つるんっと入って生中出し!!〜極上女子だらけの12人撮り下ろしAVOPEN編（S級素人）
    - ：萌えあがる募集若妻たち（プレステージ）

  - ドラマ部門
    - ：絶対抜ける!ド迫力映像 あ〜いくぅ その時女はエロスの極み（FAプロ）
    - ：kirakira学園 全員GALクラスに転校して無制限射精されちゃった僕。（kira☆kira）
    - ：女子大生泥酔NTRサークル旅行 俺たちの彼女がメス化した集団中出し乱交ビデオ（kawaii*）

  - ハード部門[注釈 1]
    - ：媚薬✕野外✕痴漢 エビ反り薬漬けエステ✕帰宅まで我慢できない野外アクメ✕孕ませバック痴漢 ナチュラルハイ人気3タイトル合体中出しSP!8時間豪華版（ナチュラルハイ）
    - ：マニアの生贄（川上ゆう・アタッカーズ）

  - 人妻・熟女部門
    - ：元国際線CAの人妻 七瀬いずみ31歳 AVデビュー（七瀬いずみ・Madonna）
    - ：熟尻博覧会デカ尻な熟女達のスケベな祭典4時間（Marrion）
    - ：京都のはんなりスレンダー人妻 琴古ひまりAVデビュー!!（琴古ひまり・溜池ゴロー）

  - 乙女部門
    - ：ワレメご奉仕パイパンメイドスペシャル（ワンズファクトリー）
    - ：夏のひめごと。実写版（無垢）
    - ：羞恥 新入生発育健康診断2017 AVOPENエディション（サディスティックヴィレッジ）

  - ドキュメンタリー部門
    - ：顔出し解禁!! マジックミラー便 王道2017 総勢30人!未成年の素人ビキニ限定超拡大スペシャル!8時間!本番10人祭り!! 真夏のリゾートプールにMM便が潜入!にぎわうプールサイドでナンパした10代の水着素人女子たちが生まれて初めてのデカチンSEX!!  in神奈川県・海辺のリゾート（DEEP'S）
    - ：スペンス乳腺開発クリニックSpecial（小向美奈子・OPPAI）
    - ：スーパーガチンコ全裸レズバトル DYNAMITE2017 シリーズ優勝者とレジェンド女優が夢の対決〜史上最大最強レズ女王決定8人制トーナメント〜（ROCKET）
- ファン投票
  - ベストパッケージ賞：LEGEND IMPRESSION 史上最強コンテンツで贈る奇跡の共演!240分（アイデアポケット /女優）
  - 作品賞
    - ：新人NO.1STYLE グラビアアイドル吉高寧々AV解禁（吉高寧々・S1 /女優）
    - ：爆乳に成長した同級生と1泊2日のハーレム中出し同窓会（Fitch /女優）
    - ：LEGEND IMPRESSION 史上最強コンテンツで贈る奇跡の共演!240分（アイデアポケット /女優）

  - 女優賞：椎名そら
  - 監督賞：鈴木リズ
- VR-1グランプリ
  - ：どこを向いても裸の美女だらけ!AV史上初!360°3D映像!極上美女14人に囲まれ前後左右全てから責められる超高刺激!今まで体験したことのない究極ハーレムSEX!（SODクリエイト）
  - ：超リアル連続アナル生中出しSEX【高精細バイノーラル3D】 南梨央奈 小野寺梨紗（エロタイムVR）
  - ：生中痴漢 VR（倉多まお・ナチュラルハイ）

### 2018年
- 総合
  - ：FIRST IMPRESSION 131 芸能人AVデビュー 優月心菜（優月心菜・アイデアポケット /女優）[14]
  - ：顔出し解禁!! マジックミラー便 未成年素人総勢30人!SEX20人の超拡大スペシャル!10代のうぶなキツキツオマ○コに初めてのデカチン挿入で激イキ絶頂!!10時間!! in渋谷・原宿・池袋・秋葉原・新宿・上野（DEEP’S /素人）
  - ：桃子、48歳にしてAVへ。公認モノマネ芸能人 菊市桃子 AVデビュー（菊市桃子・KANBi /人妻・熟女）
- 各ジャンル
  - 女優部門
    - ：FIRST IMPRESSION 131 芸能人AVデビュー 優月心菜（優月心菜・アイデアポケット）

  - 企画部門
    - ：入院中の性処理を母親には頼めないからお見舞いに来た叔母にお願いしたら優しい騎乗位でこっそりぬいてくれた 中出しさせてくれた叔母とのその後SP（ナチュラルハイ）[15]
    - ：100万×中出し 女が欲しいのは愛かお金か中出しか!!?AV女優37人の新感覚中出しサバイバル!!（本中）
    - ：女子に囲まれて男はボクひとり!?の王様ゲーム!!文化祭準備居残りver 文化祭の準備で残った放課後の教室で、ボクは拒否権無しの王様ゲームに強制参加!普段からクラスの女子にはひどい扱いを受けているので、ビビリながらもメンバーに加わったら文化祭の準備でテンションの上がった女子 予想外のオイシイ展開に…。［王様の命令は絶対!］このルールのおかげでボクは放課後のエロ大王になれた!（Hunter）

  - マニア・フェチ部門
    - ：レズ飲潮生受精 柏木純子 高村のぞみ（豊彦）
    - ：M男クンのアパートの鍵、貸します。W 応募者には内緒でこっそり2人に貸しときました。（ワープ）
    - ：高飛車な妻のトリセツ ～未開発だった妻の性感～ Hitomi（Hitomi・OPPAI）

  - 素人部門
    - ：顔出し解禁!! マジックミラー便 未成年素人総勢30人!SEX20人の超拡大スペシャル!10代のうぶなキツキツオマ○コに初めてのデカチン挿入で激イキ絶頂!!10時間!! in渋谷・原宿・池袋・秋葉原・新宿・上野（DEEP’S）
    - ：地方で発掘!2年間の大追跡スペシャル地方で見つけたダイヤの原石 約730日間のAV交渉を経てそのまま緊急AVデビュー! 笠木いちか（笠木いちか・kawaii*）
    - ：素人女子大生限定!パンティ素股でカチカチち●ぽがアソコに擦れて赤面発情!クロッチは恥ずかし汁まみれ!そのまま生で擦り合わせて、ヌルヌルワレメに結局つるんっと入って生中出し!!～AVOPEN2018特別編 撮り下ろし極上女子大生15名10時間（赤面女子）

  - ハード部門
    - ：私のお尻に挿入れて下さい― 河南実里（河南実里・アタッカーズ）
    - ：今からこの一家全員レイプします 大○区田園○布（REAL）
    - ：史上最狂の雌穴ナインホール（えむっ娘ラボ）

  - 人妻・熟女部門
    - ：桃子、48歳にしてAVへ。公認モノマネ芸能人 菊市桃子 AVデビュー（菊市桃子・KANBi）[16]
    - ：栄光からの転落… 100億の負債を背負った僕に降りかかった悲劇 ～10人の美熟女に犬として調教され続ける日々…。～（マドンナ）
    - ：大痴漢列車～人妻同時多発痴漢～「あの日、あのとき、私たちがあの電車に乗らなければ…」（センタービレッジ）

  - 乙女部門
    - ：なかだし青春デイズ 椿井えみ（椿井えみ・プレステージ）
    - ：30人の愛娘を中出し夜這いし続ける鬼畜父の蛮行記録映像8時間（TMA）
- ファン投票
  - 作品賞
    - ：FIRST IMPRESSION 131 芸能人AVデビュー 優月心菜（優月心菜・アイデアポケット /女優）
    - ：100万×中出し 女が欲しいのは愛かお金か中出しか!!?AV女優37人の新感覚中出しサバイバル!!（本中 /企画）
    - ：長瀬麻美、電撃引退!?長瀬麻美（長瀬麻美・マックス･エー /女優）

  - 女優賞：河南実里[17]
  - VR-1GP作品賞
    - ：芸能人・仲村みう解禁VR（仲村みう・MOODYZ）
    - ：顔面パイズリとデカ尻顔騎で窒息責められセックス【生ハメ】何度も繰り返すキスと顔が近づく座りパイズリと超・覆いかぶさり正常位と羽交い絞めバックと目の前オッパイ騎乗位&対面座位【中出し】肉感美女とひたすら濃厚に絡み合う! 中村知恵（中村知恵・アリスJAPAN）
    - ：「やばい!妹に何度も中出し!?」顔面偏差値高めの妹は僕のことを男として見てないのか家の中を無防備な姿でウロウロ…そんな姿に思わず興奮し勃起してしまった僕に気づいた妹は…!?可愛すぎる妹との見つめ合い密着ベロチューSEXに我慢できずに禁断の連続中出し!2（DOC）
- パートナーシップ店部門
  - 
    - FIRST IMPRESSION 131 芸能人AVデビュー 優月心菜（優月心菜・アイデアポケット /女優）
    - 桃子、48歳にしてAVへ。公認モノマネ芸能人 菊市桃子 AVデビュー（菊市桃子・KANBi /人妻・熟女）
- VR-1GP
  - ：芸能人・仲村みう解禁VR（仲村みう・MOODYZ）[18]
  - ：顔面パイズリとデカ尻顔騎で窒息責められセックス【生ハメ】何度も繰り返すキスと顔が近づく座りパイズリと超・覆いかぶさり正常位と羽交い絞めバックと目の前オッパイ騎乗位&対面座位【中出し】肉感美女とひたすら濃厚に絡み合う! 中村知恵（中村知恵・アリスJAPAN）
  - ：葛飾共同区営団地 日焼け美少女わいせつ映像VR（I.B.WORKS）